# Evžen Erban
Evžen Erban (18 de junio de 1912, Vsetín - 26 de julio de 1994, Praga) fue un político socialdemócrata checoslovaco que después del golpe de Praga fue miembro del Partido Comunista de Checoslovaquia (KSČ, por sus siglas en checo y eslovaco), miembro de la Asamblea Nacional provisional, la Asamblea Nacional Constituyente, la Asamblea Nacional de la República Checoslovaca, el Consejo Nacional Checo y la Cámara de las Naciones de la Asamblea Federal de Checoslovaquia. Fue Ministro de Bienestar Social en varios gobiernos de Checoslovaquia y durante décadas fue un alto funcionario del régimen comunista.

## Biografía
A principios de la década de 1930, se graduó en la Facultad de Derecho de la Universidad Carolina. Ingresó en el Partido Socialdemócrata Checo (ČSSD). De 1936 a 1940 fue secretario de varios sindicatos y asociaciones estudiantiles socialdemócratas. Durante el Protectorado de Bohemia y Moravia, en los años 1940-1945, fue secretario de la Asociación Nacional de Empleados. En su marco, luego de la liberación, ingresó al Consejo Central de Sindicatos (URO), donde se desempeñó como secretario desde 1945 hasta 1950. En abril de 1945 fue miembro del Consejo Nacional Checo como organismo revolucionario durante el Levantamiento de Praga. Aquí colaboró con otros políticos de izquierda (Josef Smrkovský, Václav David).
Después de 1945 ocupó importantes cargos en sindicatos (1945-1950, secretario general de la URO) y en la socialdemocracia. Fue miembro de la junta del Comité Central del ČSSD y pertenecía al ala izquierda, que estaba a favor de la cooperación con el Partido Comunista. Durante el golpe de febrero de 1948, perteneció a una facción leal al Partido Comunista, que tomó el poder en el Partido Socialdemócrata. En junio de 1948 fue el principal organizador de la fusión de la socialdemocracia con el Partido Comunista. Durante la fusión del ČSSD con los comunistas, fue cooptado en el Comité Central del Partido Comunista de Checoslovaquia y confirmado como miembro del Comité Central del Partido Comunista en el IX Congreso del Partido Comunista. Renunció a la membresía en diciembre de 1952. En el período de junio de 1948 a febrero de 1952, también ocupó la presidencia del Comité Central del Partido Comunista.
Se convirtió en ministro de Bienestar Social en el segundo gobierno de Klement Gottwald en febrero, que ya estaba dominado por los comunistas. También ocupó el cargo de ministro en el gobierno de Antonín Zápotocký hasta 1951. Después de la fusión del ČSSD con el Partido Comunista, fue miembro de la presidencia del Comité Central del Partido Comunista hasta 1951. De 1952 a 1963 ocupó el cargo de presidente de la Oficina Estatal de Seguridad Social y de 1963 a 1968 presidió la Administración Estatal de Reservas Materiales. En las décadas de 1950 y 1960, fue vicepresidente de la Confederación Internacional del Trabajo y presidente de la Asociación Internacional de Seguridad Social.
Sirvió en las más altas legislaturas de Checoslovaquia durante varias décadas. De 1945 a 1946 fue miembro de la Asamblea Nacional Provisional por el ČSSD (respectivamente como representante del Consejo Central de Sindicatos). Fue miembro del parlamento hasta las elecciones parlamentarias de 1946. Después de estas, se convirtió en diputado de la Asamblea Nacional Constituyente, nuevamente por los socialdemócratas. En las elecciones a la Asamblea Nacional de 1948, se convirtió en diputado socialdemócrata de la Asamblea Nacional elegido por el distrito electoral de Pardubice. En junio de 1948, tras la fusión del ČSSD y el Partido Comunista, se unió al grupo parlamentario comunista. Permaneció en la Asamblea Nacional hasta las elecciones de 1954.
Durante la Primavera de Praga, regresó al Comité Central del Partido Comunista. En el período abril-agosto de 1968 fue miembro de la secretaría del Comité Central del Partido Comunista. Fue elegido miembro del Comité Central del Partido Comunista de Checoslovaquia por el Congreso del Partido Comunista en Vysočany. Sin embargo, debido a su baja popularidad, no fue nominado como delegado del congreso en su ciudad natal, Praga, sino en Poprad. Luego fue confirmado en el cargo por los congresos XIV, XV y XVI del Partido Comunista. Fue miembro del Comité Central del KSČ hasta 1986. Desde agosto de 1968 hasta abril de 1976 fue también miembro de la presidencia del Comité Central del Partido Comunista. De octubre de 1968 a abril de 1969 también fue miembro del comité ejecutivo del Comité Central del Partido Comunista. Según el testimonio de Jan Svoboda (https://www.filmovyprehled.cz/cs/revue/detail/jan-svoboda) Erban afirmó más tarde que, mientras tanto, los soviéticos le ofrecieron el puesto de secretario general del Partido Comunista. De enero de 1970 a mayo de 1971, también se desempeñó como miembro del Buró del Comité Central del Partido Comunista para la gestión del trabajo del partido en las tierras checas. Participó en las actividades de las comisiones que excluyeron a los miembros reformistas del Partido Comunista después de 1968. Ya en diciembre de 1968, se pronunció en contra de la continua retención de Josef Smrkovsky en los primeros puestos.
Después de la invasión de Checoslovaquia por el Pacto de Varsovia, cuando František Kriegel tuvo que dejar el cargo de presidente del Frente Nacional, Erban se convirtió en su sucesor en el puesto de secretario general (presidente) del Comité Central del Frente Nacional de la República Socialista de Checoslovaquia. Lo mantuvo hasta 1971.
Al mismo tiempo, regresó a la legislatura durante mucho tiempo a fines de la década de 1960. Tras la federalización de Checoslovaquia fue elegido diputado en 1969 en la Cámara de las Naciones de la Asamblea Federal y defendió su mandato en las elecciones de 1971, 1976, 1981 y 1986. Su mandato expiró solo después de su renuncia en enero de 1990 como parte del cambio de composición del cuerpo representativo después de la Revolución de Terciopelo (la llamada cooptación). Además, de 1969 a 1986 fue miembro del Consejo Nacional Checo (de 1969 a 1981 fue su presidente). De 1975 a 1985 presidió la Sociedad Checoslovaca de Relaciones Internacionales. Como máximo exponente del régimen comunista a largo plazo, fue honrado muchas veces en nuestro país y en el extranjero.
En 1955 y nuevamente en 1962 fue condecorado con la Orden de la República. En 1968 la Orden de Klement Gottwald y en 1973 la Orden del Febrero Victorioso.
Después de noviembre de 1989, se describió a sí mismo como socialdemócrata y quiso participar en la renovación del Partido Socialdemócrata Checo, pero se le impidió hacerlo. Al mismo tiempo, contribuyó al método de entrega del poder en Checoslovaquia a fines de 1989 (https://plus.rozhlas.cz/navsteva-richarda-nixona-v-praze-v-rijnu-1989 (enlace roto disponible en Internet Archive; véase el historial, la primera versión y la última). -je-stale-zahalena-tajemstvim- 8089494), cuando medió negociaciones parciales con sus contactos de larga data con ambos partidos políticos.

## Honores
- Cruz de la Guerra de Checoslovaquia, 1945[11]
- Medalla checoslovaca al mérito de primer grado, 1946
- Orden del 9 de septiembre de 1944, I clase. (Bulgaria), 1948[11]
- Medalla al mérito por los 10 años de Milicias Populares, 1958
- Orden de Polonia restituta, clase I. (Polonia), 1948
- Orden del 25 de febrero de 1949
- Medalla conmemorativa del 20 aniversario de la liberación de la República Socialista Checoslovaca, 1965
- Orden de la República, 1955, 1962, 1968
- Orden de Klement Gottwald por la Construcción de la Patria Socialista, 1968
- Orden del Febrero Victorioso, 1973